# Annette Langer
Annette Langer (geboren 1966) ist eine deutsche Journalistin.

## Leben
Langer absolvierte ein Studium der Slawistik, Italianistik, Theater und Medien in Hamburg, Rom, Sankt Petersburg und Pisa sowie ein Aufbaustudium Deutsch als Fremdsprache an der Universität Kassel. Sie war im Event-Management und in der Presse- und Öffentlichkeitsarbeit im Bereich Musik-Promotion tätig und hat weiterhin als Dozentin für Italienisch, Russisch und Englisch sowie als Übersetzerin und Dolmetscherin gearbeitet. Seit Juli 2000 ist Langer Redakteurin bei Spiegel Online. Sie hat sich in ihren Artikeln u. a. mehrfach mit der Thematik des sexuellen Missbrauchs von Kindern und den wiederholt ausweichenden Reaktionen gesellschaftlicher und kirchlicher Institutionen darauf auseinandergesetzt.

## Auszeichnungen
- 2008: Medienethik-Award für Machtkampf: Georgiens Opposition hungert für mehr Demokratie (erschienen am 25. März 2008 auf Spiegel Online)[5]